# Waiting in the Wings
Waiting in the Wings è un album in studio del gruppo musicale svedese Seventh Wonder, pubblicato nel 2006.

## Tracce
1. Star of David – 5:13
2. Taint the Sky – 6:25
3. Waiting in the Wings – 9:18
4. Banish the Wicked – 5:36
5. Not an Angel – 6:45
6. Devil's Inc. – 7:14
7. Walking Tall – 4:20
8. The Edge of My Blade – 6:32
9. Pieces – 4:31

## Formazione
- Tommy Karevik - voce
- Andreas "Kyrt" Söderin - tastiere
- Johan Liefvendahl - chitarra
- Andreas Blomqvist - basso
- Johnny Sandin - batteria